# Emma Bunce

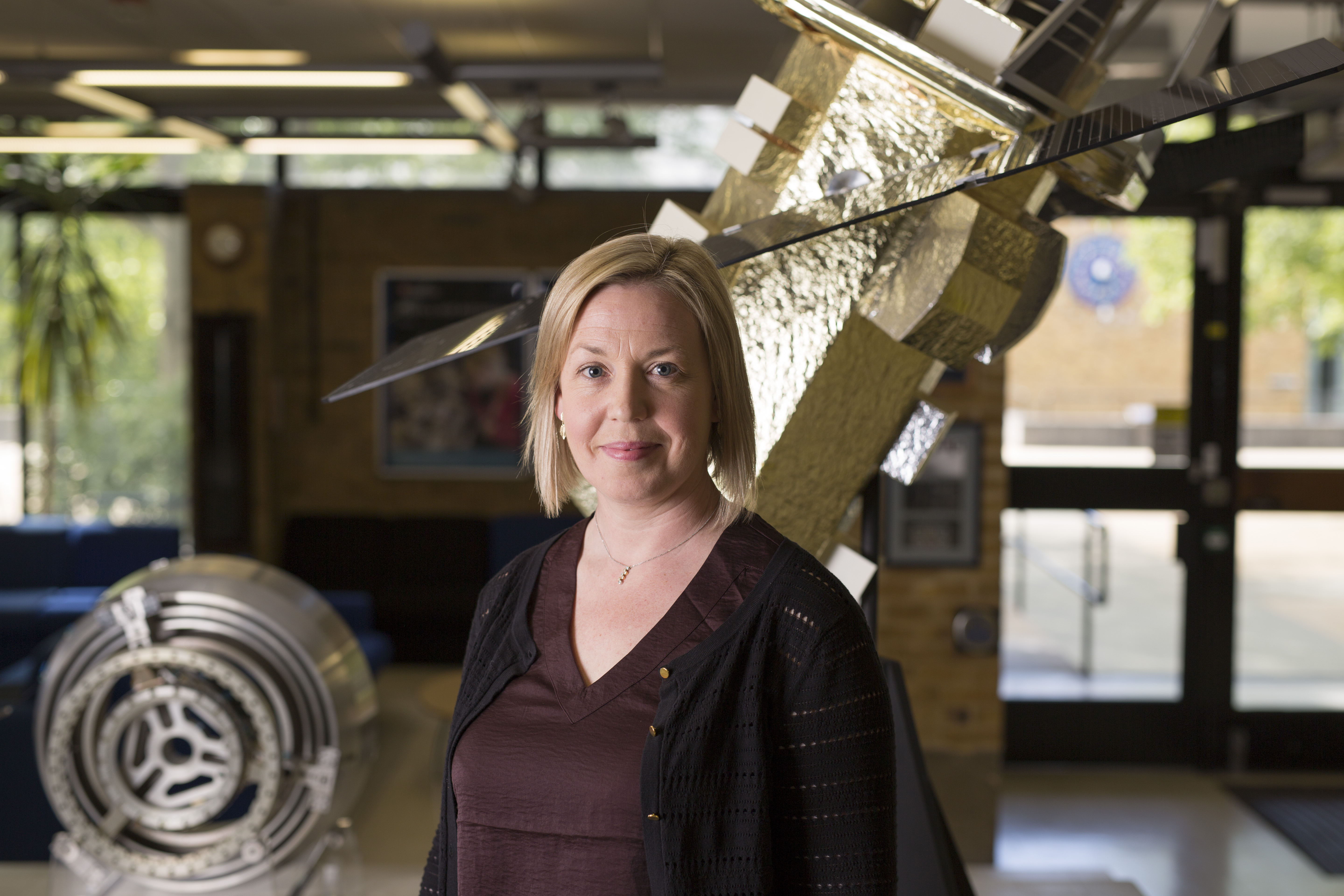
Prof. Emma Bunce

Emma Bunce (* 1975) OBE ist eine britische Astrophysikerin und Professorin für Planetary Plasma Physics an der University of Leicester im Vereinigten Königreich. Sie forscht im Bereich der Plasmaphysik und der Magnetosphären der Planeten.

## Werdegang
Emma Bunce erhielt ihren Bachelor-Abschluss in Physik an der University of Bristol und promovierte dann in Weltraumphysik an der University of Leicester. Ihre Doktorarbeit befasste sich mit der Untersuchung der Magnetosphäre des Planeten Jupiter und ihrer Wechselwirkungen mit dem Sonnenwind.
Emma Bunce arbeitet an mehreren Weltraummissionen mit. Sie analysierte Daten der Galileo-, Cassini- und der Juno-Sonden der NASA. Sie ist Mitglied des wissenschaftlichen Teams der europäischen Raumsonde JUICE. Daneben ist sie auch Projektleiterin (Principal Investigator) des MIXS-Teams (Mercury Imaging X-ray Spectrometer) der BepiColombo-Mission.
Von 2020 bis 2022 war sie Präsidentin der Royal Astronomical Society. Im Jahr 2025 wurde sie zum Trustee der Royal Museums Greenwich ernannt.

## Auszeichnungen
- Royal Society Wolfson Research Merit Award
- 2018: Chapman-Medaille[6]
- 2022: David Bates Medal[7][1]
- 2023: Officer of the Order of the British Empire[8]